# Afroseliza cithaeron
Afroseliza cithaeron är en insektsart som beskrevs av Ronald Gordon Fennah 1961. Afroseliza cithaeron ingår i släktet Afroseliza och familjen Flatidae. Inga underarter finns listade i Catalogue of Life.